# Trocolli Júnior
Humberto Trocolli Júnior (João Pessoa, 2 de fevereiro de 1967), conhecido apenas por Trocolli Júnior, é um político e advogado brasileiro. É atualmente filiado ao Podemos, exercendo 4 mandatos completos como deputado estadual entre 2003 e 2019, além de ter sido vereador em João Pessoa entre 1993 e 2000.

## Carreira política
Sua primeira eleição foi em 1988, aos 21 anos, quando candidatou-se a vereador pelo PFL (atual Democratas). Com 808 votos, não conseguiu se eleger. Em 1992, filiado ao PMDB, foi eleito pela primeira vez vereador de João Pessoa após obter 1.292 votos. Reelegeu-se 4 anos depois, sendo o vereador mais votado de seu partido (4.477 votos) e ficando em quinto lugar entre os eleitos.
Em 1998, disputa pela primeira vez uma vaga na Assembleia Legislativa, recebendo 13.729 votos e ficando na suplência. Ele ainda chegou a assumir uma cadeira na "Casa de Epitácio Pessoa" em 2000.
Filiado ao PSDB em 2002, Trocolli Júnior concorreu novamente a deputado estadual. Com 27.651 votos, foi o 8º candidato mais votado da eleição. Voltaria ao PMDB para disputar a reeleição em 2006, sendo bem-sucedido: foram 24.320 votos obtidos. Na eleição de 2010, teve 35.622 votos e em 2014, foram 20.685, sendo reeleito em ambas - durante o quarto mandato, filiou-se ao PROS.
Em 8 de abril de 2018, sofreu um acidente automobilístico na BR-230, entre Campina Grande e Boa Vista, depois que o carro que o deputado e outros 2 passageiros viajavam acabou capotando. Levado ao Hospital Nossa Senhora das Neves, em João Pessoa, foi internado na UTI com politraumatismo. Era o segundo acidente envolvendo um deputado estadual no mesmo dia, uma vez que Zé Paulo (PT) teve o carro atingido por outro na rodovia estadual PB-071, entre Jacaraú e João Pessoa.
No mesmo ano, disputou o quinto mandato pelo Podemos, e apesar da expressiva votação (21.950 no total), ficou apenas como terceiro suplente de sua coligação. Com a efetivação de Jutay Meneses (Republicanos) após a eleição de Nabor Wanderley para a prefeitura de Patos e a promoção de Lindolfo Pires (também do Podemos) após a nomeação de Hervázio Bezerra (PSB) para a Secretaria de Esporte, Juventude e Lazer pelo governador João Azevêdo, Trocolli passou a ser o primeiro suplente - em junho de 2019, substituiu o titular Branco Mendes (mesmo partido), que se licenciou por 121 dias.
Em novembro, Trocolli Júnior voltou a assumir uma cadeira na ALPB, desta vez substituindo Doda de Tião (PTB), que se licenciou para resolver assuntos particulares. Em maio de 2020, foi convidado a se filiar ao Avante, mas não o fez. Foi novamente "promovido" a titular na Assembleia Legislativa, agora no lugar de Edmilson Soares (do Avante), que se licenciou para se recuperar de uma cirurgia.